# Whistler (Alabama)
Whistler va ser una comunitat no incorporada al comtat de Mobile, fins a la dècada de 1950 quan va ser annexada a la veïna ciutat de Prichard. La fundació de Whistler, a la dècada de 1850, va coincidir amb la construcció del Mobile and Ohio Railroad (M&O). El M&O fou una primera línia de ferrocarril que, amb el temps, es prolongà des de Mobile fins al riu Ohio, i més enllà fins a Saint Louis (Missouri), i Chicago, Illinois. La població, a set milles al nord-nord-oest de Mobile, es va desenvolupar entorn a les botigues del M&O. Whistler va rebre el nom del famós enginyer de construcció de ferrocarrils i graduat militar de West Point George Washington Whistler, que era pare de James McNeill Whistler. James Whistler pintà l'"Arranjament en gris i negre", més conegut com "Whistler's Mother".
Avui dia s'accepta que Whistler correspon al codi postal 36612 del servei postal dels EUA. Eight Mile Creek travessa gran part de la banda de Whistler, abans de confluir al Chickasabogue, un afluent del riu Mobile. Durant l'època de màxima esplendor de Whistler, ambdós cursos d'aigua oferiren populars basses d'aigua per refrescar-se durant els calorosos mesos d'estiu.
La ruta 45 dels EUA, el terme sud de la qual es troba a Mobile, passa per Whistler de camí cap a Chicago i cap al llac Superior, a la península superior de Michigan. Avui dia gran part dels viatgers usen la carretera interestatal 65, que passa per l'extrem oriental de la ciutat. La I-65 va de Mobile fins a la riba del llac Michigan, just a l'est de Chicago a Gary (Indiana).
Whistler fou annexada a la ciutat de Prichard a la dècada de 1950, per tant el codi postal de Prichard 36612. En aquell moment, es van canviar molts noms històrics dels carrers de Whistler, per a evitar la confusió deguda a la duplicació amb els noms dels carrers de Prichard o per tal continuar els noms dels carrers de Prichard. L'annexió de Whistler i la veïna Eight Mile va donar lloc a la major població censada de Prichard: 47.371.

## Demografia
Whistler consta al cens dels EUA de 1880 amb una població de 1.333. Aquest fet la va convertir en la segona comunitat més gran del comtat de Mobile després de Mobile. Tot i que consta al cens dels EUA de 1890, la seva població no fou separada de nou en successius censos.

## Persones notables
- Ethel Ayler, actriu[2]
- Casey Jones, enginyer ferroviari, fou batejat en la fe catòlica a l'església de St. Bridget de Whistler.[3]
- Ellis Lankster, cornerback de futbol americà dels New York Jets de la National Football League[4]
- Billy Williams, antic militant dels Chicago Cubs i membre del National Baseball Hall of Fame, és natural de Whistler. El seu sobrenom era "Sweet Swingin' Billy from Whistler".[5]